# Tyler Wolff
Pour l’article homonyme, voir Wolff.
Tyler Wolff, né le 13 février 2003 à Snellville, en Géorgie aux États-Unis, est un joueur américain de soccer qui joue au poste d'ailier droit au Real Salt Lake en MLS.

## Biographie

### En club
Né à Snellville, en Géorgie aux États-Unis, Tyler Wolff commence sa carrière à Atlanta United. Le 2 juillet 2020, Wolff signe son premier contrat professionnel avec Atlanta, ce qui fait de lui le septième Homegrown Player de l'histoire du club.
Wolff joue son premier match avec l'équipe première d'Atlanta le 3 septembre 2020, à l'occasion d'une rencontre de Major League Soccer face à l'Inter Miami. Il entre en jeu à la place de Esequiel Barco et les deux équipes se séparent sur un score nul de zéro à zéro.
Auteur de seulement cinq apparitions en 2022, dont quatre en tant que titulaire, Wolff est prêté à Waasland-Beveren en deuxième division belge le 7 juillet 2022,. Bien que ce prêt ait pour objectif d'offrir plus de temps de jeu au jeune américain, il ne participe qu'à sept rencontres pour un total d'une cinquantaine de minutes en une demi-saison. Cette situation amène Atlanta United à le rappeler le 4 janvier 2023.
De retour à Atlanta, il marque son premier but en MLS, le 18 mai 2023, contre les Rapids du Colorado. Il entre en jeu et participe à la victoire de son équipe par quatre buts à zéro.
Le 9 décembre 2024, Tyler Wolff signe pour un autre club de MLS, le Real Salt Lake. Il s'agit d'un contrat courant jusqu'en décembre 2026 avec des options pour le prolonger jusqu'en 2027 et 2028.

### En sélection
Tyler Wolff est sélectionné avec l'équipe des États-Unis des moins de 20 ans pour participer au championnat de la CONCACAF des moins de 20 ans en 2022. Lors de cette compétition il joue sept matchs dont trois comme titulaire, et marque deux buts. Il participe à la finale de cette compétition remportée par six buts à zéro face à la République dominicaine, en marquant un but. Les États-Unis remportent ainsi un troisième titre consécutif dans cette compétition.

## Vie privée
Tyler Wolff est le fils de l'ancien international américain devenu entraîneur, Josh Wolff. Il a également un frère Owen Wolff, lui aussi joueur professionnel de soccer.

## Palmarès
États-Unis -20 ans
- Vainqueur du Championnat de la CONCACAF des moins de 20 ans en 2022